# Palazzo Buono
Palazzo Buono je palača u Napulju, smještena na ulici Via Toledo u okrugu Montecalvario. Prvo ju je u 17. stoljeću naručila obitelj De Curtis, a dizajnirao ju je Bartolomeo Picchiatti. Kasnije je u njemu bila smještena banka Monte dei Poveri Vergognosi, a tijekom deset godina francuske okupacije postao je trgovački sud.
Nakon što su Francuzi otišli, kupila ju je obitelj Buono, koja je 1826. preuzela Gaetana Genovesea i obnovila je u neoklasičnom stilu. Kasnije su ga kupila braća Bocconi, koji su ga pretvorili u robnu kuću prije nego što su ga 1921. prodali društvu Società Magazzini Milanesi, koje je postalo La Rinascente. La Rinascente se zatvorio 2008., a palača je ostala zatvorena do 2011., kada je postala trgovina H&M-a .

## Vanjske poveznice
|  | Zajednički poslužitelj ima još gradiva o temi Palazzo Buono |